# The Click
The Click ou Click é uma série de sete filmes de contos eróticos sobre um controle remoto mágico que libera paixões extraordinárias quando ativado. A série, produzida em 1997 pela Alain Siritzky Productions, do gênero comédia, erotismo e aventura, é composta de sete episódios de 90 minutos cada um. A série foi vagamente baseada nas histórias em quadrinhos de Milo Manara, Click!. 
Esta série contém também cenas eróticas em 3D rotativa.
A série tornou-se amplamente conhecida no Brasil em 6 de outubro de 2007, devido à reprises em 2007 da Rede Bandeirantes no Cine Band Privé (sessão de filmes pornográficos voltar ser exibidos em 2022 nas madrugadas de sábado para domingo).

## Enredo
Nos filmes, os personagens tornam-se sexualmente excitados por um dispositivo conhecido como "Clicker" quando obtêm a posse do mesmo. Ao longo da série, as definições e caracteres mudam, já que vários dos atores reaparecessem como outros personagens. Parte da trama gira em torno de um plano de um cientista (Dr. Fez, vivido por John Lazar) de perseguir seu clicker pessoal para tentar adquiri-lo para si mesmo. Durante várias vezes ao longo da série, o cientista tem a posse do controle, mas resolve dar a alguém a quem acredita que irá utilizá-lo com sabedoria ou perde-o em algum tipo de confusão.

## Elenco
- John Lazar ...  Dr. Fez (6 episódios)
- Jacqueline Lovell ...  (4 episódios)
- Holly Hollywood ...  (4 episódios)
- Robert Donavan ...  (4 episódios)
- Scott Coppola ... (4 episódios)
- Laura Palmer ...  (3 episódios)
- Bo Zena ...  (3 episódios)
- Kim Dawson ...  (3 episódios)
- Vanessa Shaeffer ...  (3 episódios)
- David Richard ...   (3 episódios)
- Julie Rivier ... (3 episódios)
- Gabriella Hall ... (3 episódios)
- Renee Thompson ...  (2 episódios)
- Taylor St. Clair ...  (2 episódios)
- Kira Reed ...   (2 episódios)

## Lista de episódios
| \| Episódio \| Titulo (original) \| Título (em português) \| \| ---------- \| --------------------------------------------------------------- \| -------------------------------------- \| \| Episódio 1 \| The Body Beautiful (Ultimate Attraction) \| Academia do Prazer[3] \| \| Episódio 2 \| Sexual Dependence Day (Sex, Lies & Politics) \| Chantagem do Sexo[4] \| \| Episódio 3 \| In the Heat of the Click \| O Colar Mágico[5] \| \| Episódio 4 \| Erotic Curse of Cairo \| A Maldição Erótica do Cairo [6] \| \| Episódio 5 \| Balls of Thunder (Rod Steele 0014: You Only Live Until You Die) \| Sexo: Prazer e Emoção[7] \| \| Episódio 6 \| For the Love of the Click \| A Máquina do Sexo: A Busca Continua[8] \| \| Episódio 7 \| Secrets Revealed \| Sedução Final [9] \| 1. 2. 3. 4. 5. 6. 7. 8. 9. - The Click: The Body Beautiful. no IMDb. - The Click: Sexual Dependence Day. no IMDb. - The Click: In the Heat of the Click. no IMDb. - The Click: Erotic Curse of Cairo. no IMDb. - The Click: Balls of Thunder. no IMDb. - The Click: For the Love of the Click. no IMDb. - The Click: Secrets Revealed. no IMDb. |                                                                 |                                     |
| Episódio | Titulo (original)                                               | Título (em português)               |
| Episódio 1 | The Body Beautiful (Ultimate Attraction)                        | Academia do Prazer                  |
| Episódio 2 | Sexual Dependence Day (Sex, Lies & Politics)                    | Chantagem do Sexo                   |
| Episódio 3 | In the Heat of the Click                                        | O Colar Mágico                      |
| Episódio 4 | Erotic Curse of Cairo                                           | A Maldição Erótica do Cairo         |
| Episódio 5 | Balls of Thunder (Rod Steele 0014: You Only Live Until You Die) | Sexo: Prazer e Emoção               |
| Episódio 6 | For the Love of the Click                                       | A Máquina do Sexo: A Busca Continua |
| Episódio 7 | Secrets Revealed                                                | Sedução Final                       |